# Pivka (reka)
Reka Pivka je kraška reka ponikalnica, ki teče po Pivški kotlini.
Prvi izviri Pivke so verjetno že studenci v Žlebovih pod Milanjo nad Koritnicami,  vendar njihova voda takoj izgine v tla.
Pravi izvir reke Pivke leži pri vasi Zagorje, glavnina vode pa prihaja na dan iz bruhalnika v Pivšcah. Ob obilnejših padavinah voda prihaja na dan tudi iz nižje ležečih izvirov ob vznožju Tabora. Ostali pritoki Pivke se v reko stekajo z zahodnih pobočij Javornika in Snežnika. Glede na količino vode se pomika začetek rečice od Zagorja pa vse do Matenje vasi. Kadar je vode veliko, nastanejo v kotanjah, ki jih je izdolbla voda občasna jezerca. Imenujemo se po bližnjih krajih Kalško jezero, Zagorsko jezero, Drskovško jezero in Parsko jezero (Pivška presihajoča jezera).
Pivka skozi Pivško dolino teče počasi in v številnih zavojih, ob deževju pa je zanjo značilno poplavljanje. Reka Pivka nato na koncu Postojnskega kraškega polja ponikne pod hrib Sovič in nadaljuje svoj podzemni tok proti podzemnemu sotočju z Rakom v Planinski jami. Na plano nato Pivka priteče kot reka Unica. Med podzemnim tokom je Pivka ustvarila najdaljšo podzemno jamo v Sloveniji, Postojnsko jamo. Skozi jamo pa teče le del povirnih voda reke Pivke, saj jih del odteka v Reko in Vipavo, razmerje pa je odvisno od vodostaja reke. Nekateri podzemni vodni tokovi so si namreč utrli pot pod strugo Pivke.